# Alfredo Willemsens
Alfredo Willemsens, conhecido como Alfredinho (5 de outubro de 1907 - 5 de maio de 1990) foi um futebolista brasileiro.

## Carreira
Entre 1926 e 1937, com interrupções, Alfredinho defendeu o Fluminense Football Club, tendo marcado 86 gols em 151 jogos, com 88 vitórias, 22 empates e 41 derrotas em sua passagem pelo Tricolor, retornando ao clube a tempo de ser campeão carioca de 1937. Oitavo maior artilheiro do Fluminense no Estádio de Laranjeiras com 79 gols
Defendeu também o CR Flamengo, tendo até hoje uma das melhores médias de gols da história do clube e sendo artilheiro do Flamengo em 1934, 1935 e 1936.

## Títulos
Fluminense
- Campeonato Carioca: 1937

Flamengo
- Torneio Aberto do Rio de Janeiro: 1934
- Torneio Extra do Rio de Janeiro: 1936
- Taça João Vianna Seilir: 1936
- Taça da Paz: 1937